# VF-83
Il Fighter Squadron 83 o VF-83 fu un'unità dell'aviazione della Marina degli Stati Uniti. Istituito originariamente il 1º maggio 1944, venne sciolto il 24 settembre 1945. È stato il primo squadrone della US Navy ad essere designato come VF-83.

## Storia
Il VF-83 faceva parte del Carrier Air Group 83 (CVG-83) assegnato alla USS Essex. Il CVG-83 era in azione nel teatro del Pacifico dal 10 marzo al 15 settembre 1945 partecipando a raid su Kyushu, sostenendo l'invasione di Okinawa, la scoperta e l'affondamento della corazzata giapponese Yamato e altri attacchi aerei contro le isole di origine giapponesi.